# Estación de Brétigny
La estación de Brétigny (del francés: Gare de Brétigny) es una estación de ferrocarril ubicada en la comuna francesa de Brétigny-sur-Orge.

## Descripción
La estación se encuentra ubicada en el empalme de la línea París-Austerlitz - Bordeaux-Saint-Jean con la línea que partiendo de Brétigny llega hasta La Membrolle-sur-Choisille. La estación esta servida por los trenes de la línea RER C y se encuentra dentro de la zona tarifaría 5 de Transilien.

## Servicios
Brétigny cuenta con un estacionamiento con 500 plazas para automóviles, además de estacionamiento para bicicletas y cabinas telefónicas.

## Historia
La estación fue el escenario de un accidente ferroviario ocurrido el 12 de julio de 2013. Un tren de pasajeros, que efectuaba el trayecto de París-Austerlitz hacia Limoges, descarriló y chocó contra los andenes. El tren partió de París a las 16:53 hora local y el accidente se produjo a las 17:14 (15:14 UTC). El presidente de la SNCF, Guillaume Pepy calificó el accidente como "una catástrofe".

## Imágenes

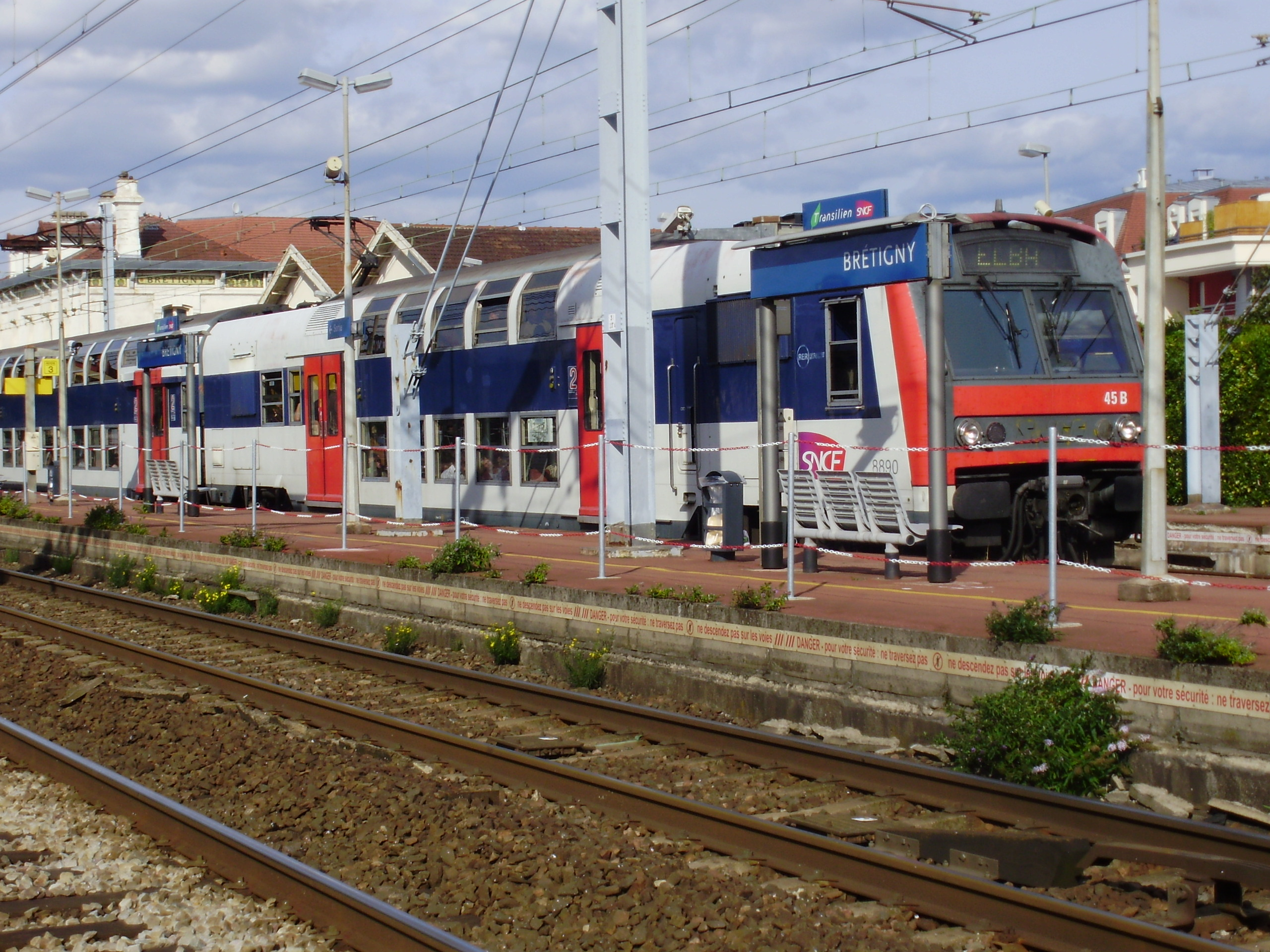
Un tren suburbano en la estación.
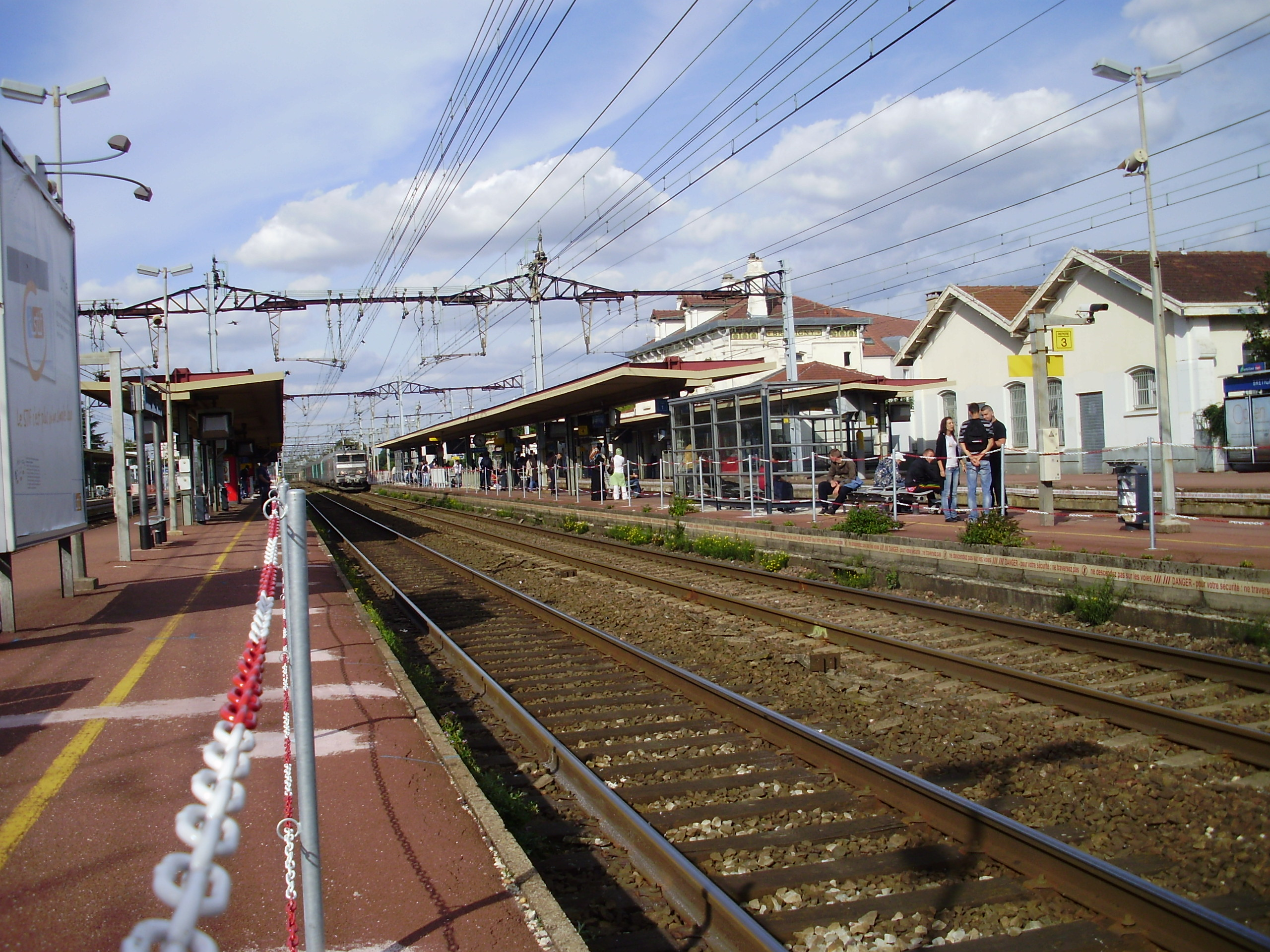
Gare de Brétigny.
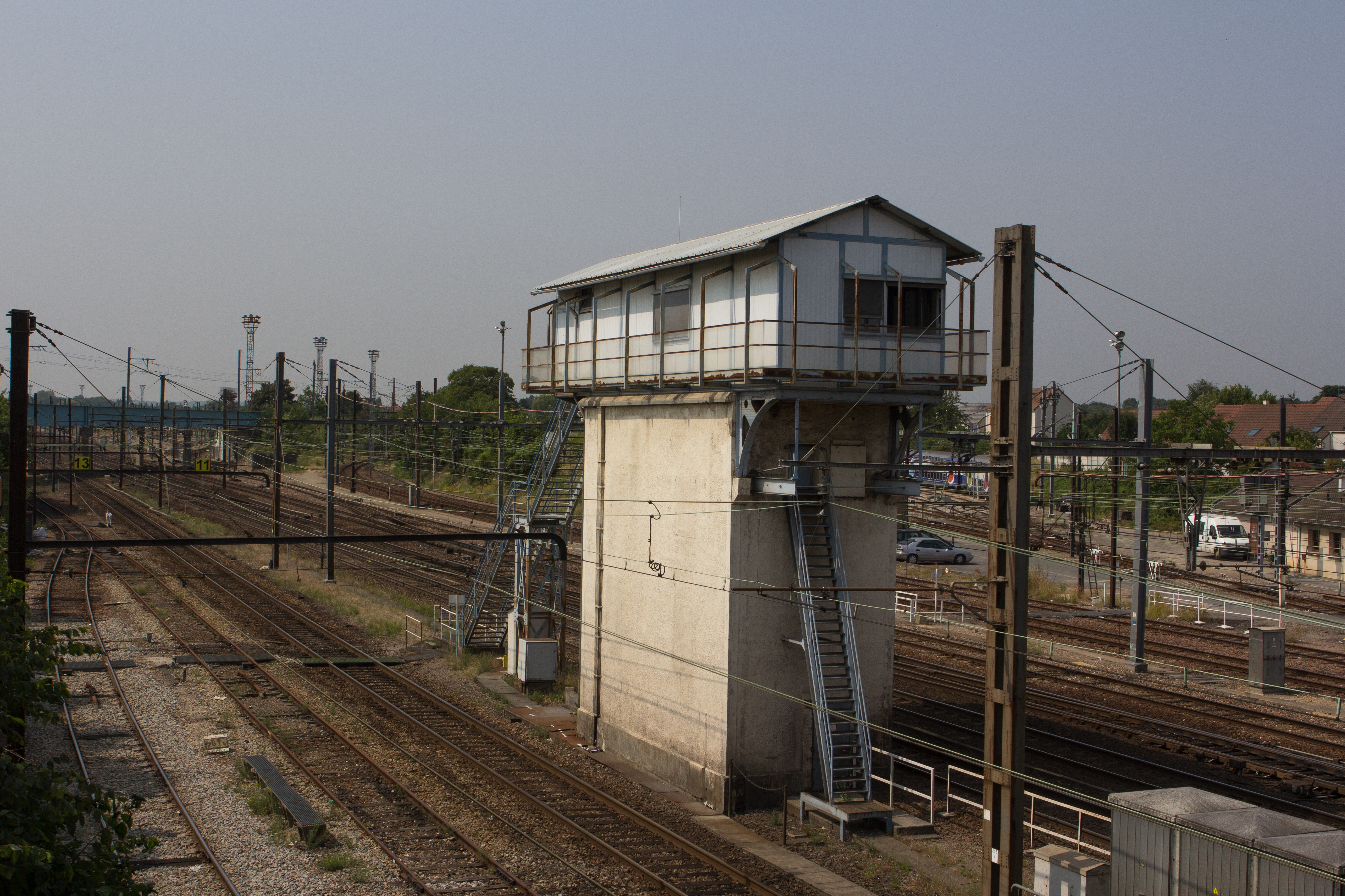
Cabina de señales.
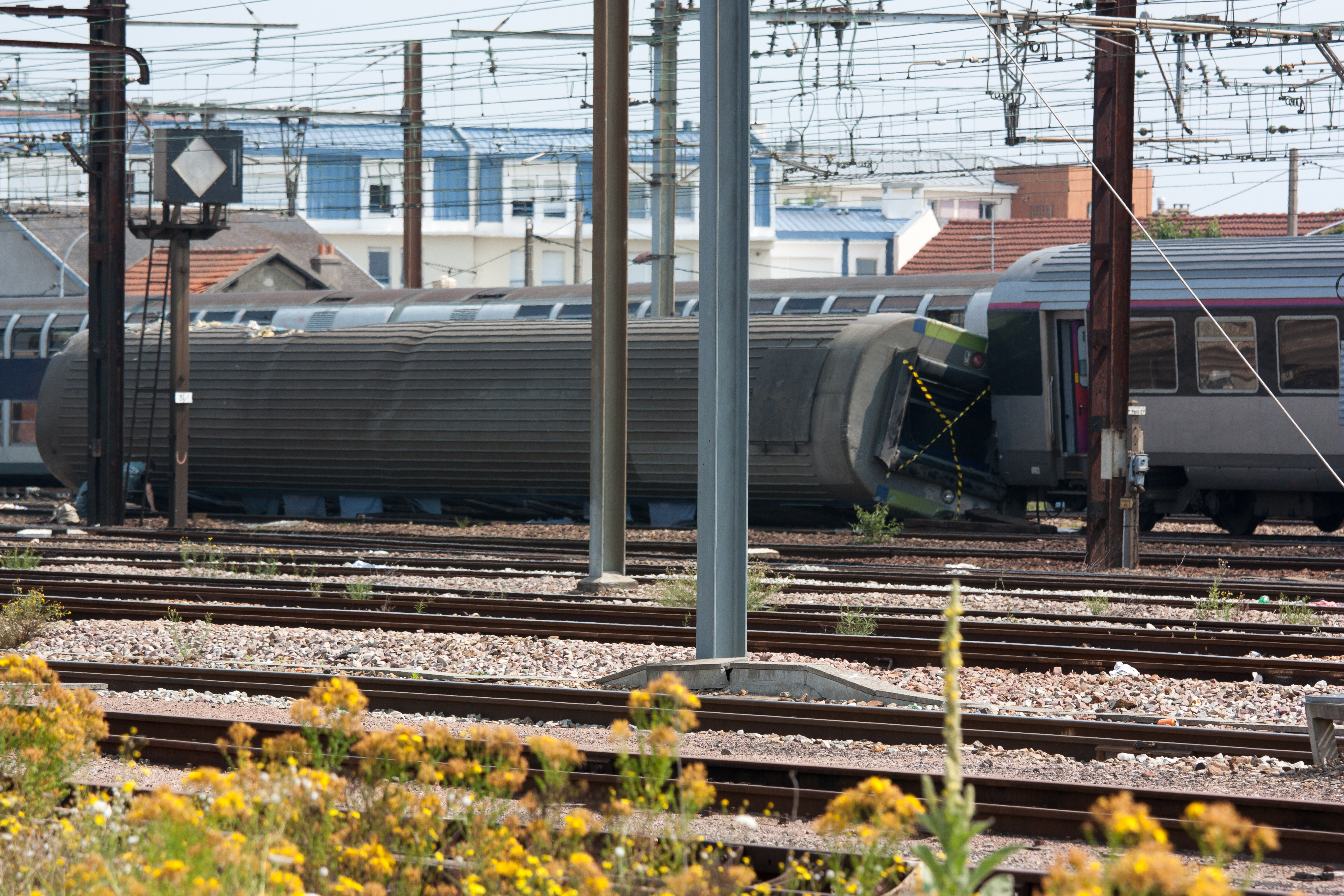
Imagen del accidente del 12 de julio de 2013.